# روري أوبراين (لاعب كرة قدم أسترالية)
روري أوبراين (بالإنجليزية: Rory O'Brien)‏ هو لاعب كرة قدم أسترالية أسترالي، ولد في 28 يونيو 1986.